# 馬里伊斯蘭教
穆斯林，佔馬里人口90%，大多數人是遜尼派馬立克派信徒，但同時也受到蘇非派、什葉派和阿赫邁底亞派影響。

## 歷史
9世紀時，柏柏爾人和圖阿雷格族穆斯林貿易商做生意時把伊斯蘭教傳入西非，同時也有蘇非派兄弟會在當地活動。廷巴克圖、加奧和卡諾成為重要伊斯蘭學習和文化中心。
馬里帝國最著名的國王是曼薩·穆薩（1312年至1337年），他是一個虔誠的穆斯林，在廷巴克圖、基奧和傑內等尼日爾河流域城市擴大馬里的影響力。他前往麥加朝覲的車隊載滿黃金使他成為傳奇人物。正是在曼薩·穆薩時期廷巴克圖成為非洲和世界上其中一個主要的文化中心。

## 穆斯林在馬里
直到最近，馬里的穆斯林被認為是較寬容的穆斯林，雖然仍出現一些緊張的傾向。馬里的伊斯蘭教相對寬容和適應當地條件。婦女一般不戴面紗，也從事社會交往，參與經濟和政治活動。馬里的伊斯蘭教也同時吸收了祖先崇拜和非洲傳統宗教等神秘的元素。穆斯林有時也參加其他宗教的婚禮，洗禮和葬禮等儀式。
自2012年在該國北部實施沙里亞法後，基督徒受逼害顯著增加。在伊斯蘭教叛軍控制的北部地區實施包括禁止音樂、對盜匪斬手和腳，吸煙者，飲酒者和女性不正確穿著將被公共鞭笞，淫亂者被行石刑。而實行這虐措施的主要是該國失業青年。

## 宗教自由狀況
馬里憲法規定了宗教自由，不允許政府或者個人實行任何形式的宗教歧視。馬里憲法規定國家作為一個世俗國家，不定國教。
政府要求所有公共團體包括宗教協會，在政府部門登記。然而註冊不授予任何稅收優惠，但不登記也沒懲罰。傳統土著宗教不需要註冊。家庭法包括與離婚，婚姻和繼承的法律，是根據當地的傳統習俗和伊斯蘭法律的實踐混合物。

## 極端主義
馬里當地最近出現了一些極端主義，特點是激進的伊斯蘭化，其中一個極端穆斯林團體伊斯蘭衛士開始摧毀各類世界遺產和禁止音樂與樂器。